# Tianmen (sockenhuvudort i Kina, Heilongjiang Sheng, lat 45,88, long 128,66)
Tianmen (kinesiska: 天门, 天门乡) är en sockenhuvudort i Kina. Den ligger i provinsen Heilongjiang, i den nordöstra delen av landet, omkring 160 kilometer öster om provinshuvudstaden Harbin. Antalet invånare är 19 635. Befolkningen består av 9 533 kvinnor och 10 102 män. Barn under 15 år utgör 14,0 %, vuxna 15-64 år 79 %, och äldre över 65 år 5,0 %.
Runt Tianmen är det ganska tätbefolkat, med 78 invånare per kvadratkilometer. Närmaste större samhälle är Tonghe, 12,1 km nordost om Tianmen. Trakten runt Tianmen består till största delen av jordbruksmark.
Genomsnittlig årsnederbörd är 862 millimeter. Den regnigaste månaden är juli, med i genomsnitt 174 mm nederbörd, och den torraste är januari, med 7 mm nederbörd.